# Безодня (фільм, 1977)
«Безодня» (англ. The Deep) — американський пригодницький фільм 1977 року, режисера Пітера Єтса на основі однойменного роману Пітера Бенчлі. Фільм вийшов через вісімнадцять місяців після виходу оригінального роману.

## Сюжет
Під час відпустки на Бермудських островах молоде подружжя, Девід Сандерс (Нік Нолті) та Ґейл Берке (Жаклін Біссет), шукають скарб на затонулому вантажному кораблі часів Другої світової війни. Під час одного із занурень вони несподівано знаходять срібний медальйон і тисячі скляних медичних ампул із невідомою рідиною. Виявляється, що в ампулі був морфін, який зацікавив гаїтянського наркоторговця Анрі Кльоша (Луї Ґоссет), що не зупиниться ні перед чим, щоб заволодіти ампулами. Шукачі пригод дуже ризикують ще й тому, що набитий боєприпасами корабель лежить на краю безодні, тож будь-який хибний рух може коштувати життя…

## Ролі виконують
- Роберт Шоу — Ромер Тріс
- Жаклін Біссет — Ґейл Берке
- Нік Нолті — Девід Сандерс
- Луї Ґоссет[en] — Анрі Кльош
- Елай Воллак — Адам Кофін
- Дік Ентоні Вільямс[en] — Слейк
- Ерл Мейнард — Рональд
- Роберт Лі Майнор — Вайлі
- Роберт Тесьєр — Кевін

## Навколо фільму
- Актори Роберт Шоу, Жаклін Біссет, Нік Нолті та режисер Пітер Єтс змушені були навчитися плавати з аквалангом.
- Під час знімання фільму, яке тривало 153 дні, здійснено 8895 пірнань, витрачено 10 800 людино-годин підводного плавання, на що пішло 29 846 м³ стисненого повітря.

## Номінації
- 1977 Номінація «Оскар» Академії кінематографічних мистецтв і наук:
  - за найкращий звук — Вальтер Госс, Рік Олександр, Том Беккерт, Робін Грегорі
- 1977 Номінація «Золотий глобус» Голлівудської асоціації іноземної преси:
  - за найкращу пісню Down Deep Inside — муз. Джон Баррі, сл. Донна Саммер
- 1977 Номінація BAFTA, Британської академії телебачення та кіномистецтва:
  - за найкращу операторську роботу[en] — Крістофер Чалис